# Józef Kopicz
Józef Marceli Kopicz (ur. 31 stycznia 1902, zm. po 17 października 1939 w Lesie Szpęgawskim) – polski lekarz psychiatra. 

## Życiorys
Dzieciństwo spędził w Lidzbarku Welskim, od 1918 do włączenia w granice Polski był członkiem brodnickiego oddziału Straży Ludowej. W 1920 wyjechał do Poznania, gdzie studiował na Wydziale Lekarskim Uniwersytetu Poznańskiego. Promotorem obronionej w grudniu 1925 pracy dyplomowej był prof. Antoni Jurasz, przez kolejne trzy lata pracował jako lekarz domowy, w międzyczasie ożenił się. Na ten okres datuje się zainteresowanie Józefa Kopicza zaburzeniami psychicznymi, w 1928 otrzymał propozycję pracy na oddziale psychiatrycznym szpitala w Wejherowie. Po trzech latach oddział rozwiązano, a dr. Kopicz został prymariuszem w szpitalu psychiatrycznym w Kocborowie. Stale pogłębiał swoją wiedzę i umiejętności, co sprawiło, że szybko awansował na stanowisko dyrektora do spraw medycznych. Prowadził badania nad psychozami o podłożu schizofrenicznym oraz powiązanymi z zaburzeniami somatycznymi m.in. poporodowymi. W 1936 wspólnie z Tadeuszem Bilikiewiczem napisał artykuł naukowy "O leczeniu schizofrenii wstrząsem insulinowym".
Podczas mobilizacji zgłosił się do Wojska Polskiego, ale nie został wcielony w szeregi armii. Ewakuował się z rodziną na wschód, ale wobec braku możliwości przedostania się przez granicę postanowili wyruszyć na zachód. Początkowo zatrzymali się we Wrocławiu, a następnie przenieśli się do Wolsztyna. Tam do Józefa Kopicza dotarła informacja, że nowy zarząd szpitala w Kocborowie wzywa pracowników do stawienia się do 15 października w pracy. Mimo protestów rodziny wyruszył w podróż, we wskazanym dniu znalazł się w Starogardzie Gdańskim, gdzie na dworcu napotkany urzędnik uprzedził go, że w szpitalu oczekuje na niego SS. Będąc przekonany, że nie ma powodu do obaw zgłosił się w szpitalu u SS-Obersturmführera Karla Braunschweiga. Ostatni raz był widziany 17 października 1939, gdy eskorta SS prowadziła go razem z inspektorem szpitalnym Franciszkiem Dunajskim i pielęgniarzem Józefem Trochą w kierunku Starogardu Gdańskiego. 
Ponieważ Józef Kopicz nie dawał znaku życia, więc do Starogardu przyjechała jego żona Halina, ale nie uzyskała żadnych informacji. Wiedziona przeczuciem zgłosiła się do miejscowego zakładu karnego, gdzie kancelista Marcin Żychski w tajemnicy powiedział, że w tamtejszym depozycie znajduje się obrączka ślubna i zegarek Józefa Kopicza. 
Józef Kopicz prawdopodobnie został rozstrzelany jako jedna z ofiar zbrodni w Lesie Szpęgawskim.